# Elezione papale del 1261
L'Elezione papale del 1261 si svolse a Viterbo dal 26 maggio al 29 agosto 1261 a seguito della morte di Papa Alessandro IV. A succedergli fu Papa Urbano IV. Il neoeletto non era cardinale e fu scelto come candidato di compromesso per risolvere una situazione di stallo evolutasi in seno al conclave. Si chiamava Jacques Pantaleon, nativo di Troyes, patriarca latino di Gerusalemme, che si trovava provvisoriamente a Viterbo in quei giorni.

## Svolgimento
A causa della situazione politica di Roma, in preda al caos e controllata dalla fazione ghibellina, la corte pontificia si era trasferita nella più sicura Viterbo nella prima settimana di maggio. Qui, il 25 dello stesso mese, papa Alessandro IV morì. Fu sepolto nella locale cattedrale di San Lorenzo, la stessa che vide, solamente nelle sue fasi iniziali, lo svolgimento del successivo drammatico conclave del 1268-1271.
Alla morte di papa Alessandro il Collegio cardinalizio era ridotto ai minimi termini, in quanto, per evitare di essere assimilato a una delle fazioni contrapposte in seno alla Chiesa (curiali e riformatori), il defunto pontefice non aveva creato alcun cardinale. e dunque il conclave del 1261 fu uno dei meno partecipati della storia. 
L'elezione si rivelò assai complicata, per via delle forti contrapposizioni interne. Per ben tre mesi, i cardinali non riuscirono ad attribuire i sei voti necessari per la canonica elezione a nessun candidato. Per risolvere la grave situazione di stallo, racconta Giovanni Villani, i cardinali ricorsero allora a un espediente. Il primo chierico che avesse varcato la soglia del palazzo in cui erano riuniti sarebbe stato eletto papa e, "come piaceva a Dio, un vescovo povero proveniente da una diocesi povera che produceva solo 20 lire tornite all'anno". Accadde che il francese Jacques Pantaléon, che si trovava per caso a Roma, varcò la soglia per primo e fu dunque eletto. Sebbene la storia è da ritenersi un'invenzione, ben riflette il clima di forte agitazione politica a Roma e di conflittualità in seno alla Chiesa, che produsse, in quello scorcio di Duecento, le sedi vacanti più lunghe della storia. Probabilmente l'arcivescovo Jacques Pantaléon, che aveva ricoperto il delicato incarico di Legato in Terra Santa e si trovava  in Curia, dove sotto papa Alessandro aveva avuto una grande influenza decisionale, fu scelto come candidato di compromesso, al di sopra delle fazioni contrapposte, per risolvere il blocco creatosi.
Scelse il nome di Urbano IV e fu solennemente incoronato a Viterbo dal cardiale protodiacono Riccardo Annibaldi il 4 settembre 1261.

## Cardinali presenti in conclave
| Nome                          | Paese                 | Titolo                                        | Ruolo | Nascita  | Concistoro |
| ----------------------------- | --------------------- | --------------------------------------------- | --- | -------- | ---------- |
| Eudes de Châteauroux, O.Cist. | Regno di Francia      | Cardinale vescovo di Tuscolo-Frascati         | Decano del collegio cardinalizio; Legato pontificio in Terra Santa                                        | 1190     | 28/05/1244 |
| Giovanni Gaetano Orsini       | Stato Pontificio      | Cardinale diacono di San Nicola in Carcere    | Legato pontificio emerito; eletto papa con il nome di Niccolò III nel 1277                                | 1216     | 28/05/1244 |
| Ottobono Fieschi              | Repubblica di Genova  | Cardinale diacono di Sant'Adriano al Foro     | Arciprete della Basilica Liberiana di Santa Maria Maggiore; eletto papa con il nome di Adriano V nel 1276 | 1205     | 12/1251    |
| Ottaviano degli Ubaldini      | Repubblica di Firenze | Cardinale diacono di Santa Maria in Via Lata  | Amministratore apostolico emerito della diocesi di Bologna; Auditore del Sacro Palazzo                    | 1214     | 28/05/1244 |
| Riccardo Annibaldi            | Stato Pontificio      | Cardinale diacono di Sant'Angelo in Pescheria | Vicario di Roma; Cardinale protodiacono                                                                   | 1200 ca. | 09/1237    |
| John da Toledo, O. Cist.      | Regno d'Inghilterra   | Cardinale presbitero di San Lorenzo in Lucina | Archiatra pontificio emerito; Cardinale protopresbitero                                                   | 1200 ca. | 28/05/1244 |
| Hughes de Saint-Cher, O.P.    | Regno di Francia      | Cardinale presbitero di Santa Sabina          | Legato pontificio in Germania                                                                             | 1195 ca. | 28/05/1244 |
| István Báncsa                 | Regno d'Ungheria      | Cardinale vescovo di Palestrina               | Legato pontificio in Croazia e Dalmazia; Amministratore apostolico della diocesi di Strigonio             | 1200 ca. | 12/1251    |